# Ewald Janusz
Ewald Janusz (ur. 13 grudnia 1940 w Czechowicach-Dziedzicach, zm. 9 czerwca 2017) – polski kajakarz, olimpijczyk z Meksyku 1968.
Był zawodnikiem klubu Górnik Czechowice w latach 1954-1971 z przerwą w latach 1962-1963 gdzie podczas służby wojskowej reprezentował klub Zawisza Bydgoszcz.
Mistrz Polski w:
- konkurencji K-2 na dystansie 10000 metrów w roku 1967,
- konkurencji K-2 na dystansie 500 metrów w roku 1964,
- konkurencji K-4 na dystansie 1000 metrów w roku 1967,
- konkurencji K-4 na dystansie 10000 metrów w roku 1969.

Na igrzyskach olimpijskich w 1968 roku wystartował w konkurencji K-4 na dystansie 1000 metrów (partnerami byli: Ryszard Marchlik, Rafał Piszcz, Władysław Zieliński). Polska osada zajęła 8. miejsce.